# ألكسندر نيميروف
الكسندر نيميلوف (بالإنجليزية: Alexander Nemerov)‏ (Alexander Nemelov، ولد في بنينغتون، فيرمونت في عام 1963، والده الشاعر هوراد نيميلوف، هو أستاذ ورئيس الفنون والتاريخ الفني في جامعة ستانفورد. كان أستاذا للفن والدراسات الأمريكية في جامعة بيل قبل انضمامه الي جامعة ستانفورد. لقد نشر العديد من الكتب والمقالات المتعلقة بالفن الأمريكي علي مر العصور التي يرجع تاريخها الي القرن الثامن عشر. غالبا ما تحلل كتاباته الخيال والشعر محاذاة لأعمال الفن البصري.

## النشأة
نشأ ألكسندر في سياق الحياة الأكاديمية والتأملية، قد تدرس والده في جامعة واشنطن في سانت لويس وفي كلية بنينغتون في فيرمونتفي في وقت سابق.كانت الفترة التي سبقت ميلاد ألكسندر مزمنة في مجلة هوارد للحياة الخيالية. حصل ألكسندر على درجة البكالوريوس في اللغة الإنجليزية وتاريخ الفن من جامعة فيرمونت في عام 1985، وتخرج من فاي بيتا كابا، نائب الرئيس. حصل على درجة الدكتوراه والماجستير في تاريخ الفن من جامعة ييل.

## الحياة المهنيه
بعد الانتهاء من الدكتوراه تحت إشراف جول براون في ييل،  ذهب نيميروف للتدريس في جامعة ستانفورد لمدة تسع سنوات، وثمانية كأستاذ مساعد وواحد كأستاذ كامل. وتشمل مجالات خبرته الفن الأمريكي من الفترة الاستعمارية إلى السبعينات، والأدب الأمريكي، والثقافة المادية الأمريكية، والتاريخ الأمريكي، مع مصالح خاصة في «دياميميلياريزينغ»، «بديهية»، «وثيقة» قراءات من الأعمال الفنية والأدب، مع إيلاء اهتمام خاص لتفاصيل الشكل، والقياسات الرسمية بين المواد البصرية والمصادر الادبيه. وبالتالي فإن نهج نيميروف لأهدافه من التحقيق العلمي يشارك بعض الانتماءات مع المنهجيات المرتبطة مع مدرسة ييل للنقد الأدبي. كما عُرفَ البروفيسور نيميروف بجودة محاضراته.
حصل نيمروف على جائزة العميد في ستانفورد في عام 1998، وكذلك زمالة كلية الداخلية، مركز ستانفورد للعلوم الإنسانية، في ذلك العام. وتشمل الجوائز / الزمالات الأخرى زمالة الثقافة المادية مؤسسة سميثسونيان / اتحاد الجامعات للدراسات في الثقافة المادية، المتحف الوطني للفن الأمريكي (1989-1991).
عاد نيميروف في عام 2001 إلى التعليم في جامعة ييل، حيث حصل على الحيازة. في عام 2012، عاد إلى قسم تاريخ الفن في ستانفورد. في يناير 2014، تم تعيينه في قائمة أفضل 10 أساتذة في ستانفورد دايلي.
نشر نيميروف العديد من الكتب والعديد من المقالات، تظهر منها الكثير في مجلة الفن الأمريكي. وقد نظم أيضا، أو ساعد في تنظيم بعض المعارض، التي تميل إلى أن تتطابق موضوعيا مع اهتماماته البحثية في ذلك الوقت؛ وهي تشمل: فريدريك ريمنجتون (الحرب الأهلية الأمريكية) قصة شبح، في متحف نورمان روكويل، ستوكبريدج، ماساتشوستس، 2006؛ ماموث مقياس: التماثيل التشريحية وليام راش، 2002-2003، في معهد ويستار، فيلادلفيا، با، 2002-2003؛ أند ذي ويست أس أميركا: إعادة تفسير صور الحدود،1820-1920، في المتحف الوطني للفن الأمريكي، مؤسسة سميثسونيان، واشنطن، D.C، 1989-1991
تركز اهتماماته البحثية حاليا على مشروعين: دراسة لأداء ليلة واحدة من ماكبث خلال رئاسة إبراهيم لينكولن، ودراسة للعلاقة الفنية بين والده والشاعر هوارد نيميروف وعمته، المصور ديان أربوس.

## المنشورات
أيقونات الحزن: صور الجبهة الأمامية ل فال ليوتون (مطبعة جامعة كاليفورنيا، 2005).).
جيف أوف رافاييل بيل: ستيل ليف أند سيلفود، 1812-1824 (ونيفرزيتي أوف كاليفورنيا بريس، 2001) / ريسيبينت أوف a ميلارد ميس بوبليكاتيون فوند غرانت، 1999.
فريدريك ريمنجتون وتورن أوف ذي-سينتوري أميركا (مطبعة جامعة ييل، 1995) / الفائز بجائزة أفضل كتاب أكاديمي متميز، 1996.